# Развој рекорда европских првенстава у атлетици у дворани — скок увис за жене
Рекорди европских првенстава у скоку увис у дворани воде се од  1. Европског првенства у дворани одржаном у Бечу 1970 године.
Актуелни рекордерка европских првенства је Тија Хелебаут из Белгије са рекордом од 2,05 м постигнутим у Бирмингему на Европском првенству 2005.
Напомена: Неке википедије у рекорде и освојене медаље европских првенстава рачинају и резултате постигнуте на Европским играма у дворани (1966—1969) које су биле претече европских првенстава у дворани. Пошто Европска атлетска асоцијација (ЕАА) у својим статитичким билтенима пред свако првенство (те резултате и медаље не уноси у укупан збир), они ни овде нису приказани.
Ово је преглед рекорда европских првенстава у дворани у скоку удаљ за жене. Резултати су дати у метрима.

## Развој рекорда европских првенстава у атлетици у дворани — скок увис за жене
| Резултат (м) | Име                | Дат. рођ.           | Земља           | Место                           | Датум             | ЕП            | Детаљи |
| ------------ | ------------------ | ------------------- | --------------- | ------------------------------- | ----------------- | ------------- | ------ |
| 1,88         | Илона Гузенбауер   | 26. септембар 1947. | Аустрија        | Беч, Аустрија                   | 11. март 1970.    | 1. ЕПд 1970.  | СРд    |
| 1,90         | Рита Шмит          | \|12. октобар 1959. | Источна Немачка | Гренобл, Француска              | 12. март 1972.    | 3. ЕПд 1972.  | [ 3 ]  |
| 1,92         | Јорданка Благоева  | \|19. јануар 1947.  | Бугарска        | Ротердам, Холандија             | 11. март 1973.    | 4. ЕПд 1973.  | СРд    |
| =1,92        | Роземари Акерман   | \|4. април 1952.    | Источна Немачка | Катовице, Пољска                | 9. март 1975.     | 6. ЕПд 1975.  | [ 5 ]  |
| =1,92        | Роземари Акерман   | \|4. април 1952.    | Источна Немачка | Минхен, Западна Немачка         | 21. фебруар 1976. | 6. ЕПд 1976.  | [ 6 ]  |
| =1,92        | Сара Симеони       | \|19. април 1953.   | Италија         | Сан Себастијан, Шпанија         | 12. март 1977.    | 8. ЕПд 1977.  | [ 7 ]  |
| 1,94         | Сара Симеони       | \|19. април 1953.   | Италија         | Милано, Италија                 | 10. март 1978.    | 9. ЕПд 1978.  | [ 8 ]  |
| 1,95         | Сара Симеони       | \|19. април 1953.   | Италија         | Зинделфинген, Источна Немачка   | 1. март 1980.     | 11. ЕПд 1980. | [ 9 ]  |
| 1,97         | Сара Симеони       | \|19. април 1953.   | Италија         | Зинделфинген, Источна Немачка   | 21. фебруар 1981. | 12. ЕПд 1981. | [ 10 ] |
| 1,99         | Урлике Мајнфарт    | \|14. мај 1956.     | Западна Немачка | Милано, Италија                 | 21. фебруар 1982. | 13. ЕПд 1982. | [ 11 ] |
| 1,99         | Андеа Биниас       | 11. новембар 1959.  | Источна Немачка | Милано, Италија                 | 21. фебруар 1982. | 13. ЕПд 1982. | [ 11 ] |
| 1,99         | Каталин Штерк      | 30. септембар 1961. | Мађарска        | Милано, Италија                 | 21. фебруар 1982. | 13. ЕПд 1982. | [ 11 ] |
| 2,03         | Тамара Бикова      | 21. децембар 1958.  | Совјетски Савез | Будимпешта, Мађарска            | 6. март 1983.     | 14. ЕПд 1983. | [ 12 ] |
| 2,04         | Стефка Костадинова | 25. март 1965.      | Бугарска        | Будимпешта, Мађарска            | 6. март 1988.     | 19. ЕПд 1988. | [ 13 ] |
| 2,05         | Тија Хелебаут      | 16. фебруар 1978.   | Белгија         | Бирмингем, Уједињено Краљевство | 3. март 2007.     | 29. ЕПд 2007. | [ 14 ] |

## Ререренце
1. ↑   Статистички билтен 35, Европског првенства у дворани 2019. (стр. 6 до 9)
2. ↑  Резултати скока увис за жене на ЕПд 1970 maik-richter
3. ↑  Резултати скока увис за жене на ЕПд 1972 maik-richter
4. ↑  Резултати скока увис за жене на ЕПд 1972 maik-richter
5. ↑  Резултати скока увис за жене на ЕПд 1975 maik-richter
6. ↑  Резултати скока увис за жене на ЕПд 1976 maik-richter
7. ↑  Резултати скока увис за жене на ЕПд 1977 maik-richter
8. ↑  Резултати скока увис за жене на ЕПд 1978 maik-richter
9. ↑  Резултати скока увис за жене на ЕПд 1980 maik-richter
10. ↑  Резултати скока увис за жене на ЕПд 1981 maik-richter
11. ↑  Резултати скока увис за жене на ЕПд 1981 maik-richter
12. ↑  Резултати скока увис за жене на ЕПд 1983 maik-richter
13. ↑  Резултати скока увис за жене на ЕПд 1988 maik-richter
14. ↑  Резултати скока увис за жене на ЕПд 2007 maik-richter